# 가나 (문자)
한자(칸지)
가나
- 히라가나
  - 헨타이가나
- 가타카나
- 만요가나

사용법
- 후리가나
- 오쿠리가나

로마자 표기법(로마지)
- 헵번식
- 훈령식 (ISO)
- 일본식 (전자법)

가나(일본어: 仮名, 가명→가짜 글)는 일본어를 표기하기 위해 만들어진 문자이다. 현재 쓰이는 것은 히라가나(ひらがな)와 가타카나(カタカナ)이며 그 밖에 헨타이가나(変体仮名), 만요가나(万葉仮名) 등이 있다. 한자를 음차 표기한 만요가나가 시초다.
이름의 유래는 한자를 '마나'(真名→진짜 글)라고 부른 것에 대비되어 지어진 것으로, 처음에는 '가리나'(かりな)라고 읽히던 것이, 점차 '간나', '가나'로 바뀌었다.
가나는 표음문자이며, 기본적으로 한 글자로 한 개의 음절을 표시하는 음절 문자이기도 하다. 일본에서 도도부현을 나열하거나 올림픽 경기가 일본에서 열릴 때에는 가나의 음절 순서로 나열한다.

## 음절문자로서의 특징
현대 가나 표기법에서는, 음운론상, 즉 일본어가 모어가 되는 하는 화자의 일반적인 인식에 따르면, 1개의 가나 문자는 1개의 음과 연결된다. 예외로는 /ha/ 또는 /wa/로 읽혀지는 'は'와, /he/ 또는 /e/로 읽혀지는 'へ'가 있다. 한편 'お'와 'を', 'じ'와 'ぢ', 'ず'와 'づ'는 각각 같은 발음인 /o/, /ji/, /zu/으로 인식되며 발음된다.
단, 음성학적 측면에서 보면 현대 가나 표기법에서도 반드시 1개의 문자가 1개의 음절에 대응하지 않는 경우가 있다.
- 'か', 'が'가 단어에 따라 [kwa] 및 [gwa]로 발음하는 경우가 있다.
- 'しょうかい(紹介, 照会)' 등의 'う'는 앞의 음을 연장시키는 역할을 하며, [u]로 발음되지 않는다. (일본어의 장음을 참고)
- 'ていか(低下, 定価)의 'い'는 화자에 따라 앞의 음을 연장시키는 경우와 [i]로 발음하는 경우가 존재한다.
- 'ん'은 'しんぶん(新聞)' 등에서는 [m]으로, 'さんがい(三階)' 등에서는 [ŋ]으로, 'あんない(案内)' 등에서는 [n]으로 발음된다. 또한 'はんえい(反映, 繁栄)', 'かんわ(緩和,漢和)', 'こんや(今夜)' 등에서의 'ん'은 뒤에 따라오는 음과 같은 음의 발생점을 갖는 비음으로 변화하기도 한다.
- ごご(午後)에서 앞의 'ご'는 파열음으로 [go]로 발음되나, 뒤의 'ご'의 경우 화자에 따라 파열음의 [go] 또는 비음의 [ŋo]로 발음하는 경우가 존재한다.
- 'こくさいれんごう(国際連合)의 'く'나 '～です', '～ます'의 'す', 'れきし(歴史)'의 'き'의 경우, 모음 부분의 /u/, /i/가 무음화되는 경우가 있다.

## 히라가나
히라가나는 모두 46자로 되어 있으며, 만요가나를 기원으로 하여 만들어진 문자이다. 초서 또는 행서로 표기되던 만요가나를 더욱 흘려쓰는 식으로 만들어졌다. 헤이안 시대부터 본격적으로 사용되기 시작하였다. 예전에는 여자들만 쓴다고 하여 온나데(女手)라고 불리기도 했으며, 처음에는 멸시를 받았다. 공문서에 사용되기 시작한 것은 8세기 부터이다. 제2차 세계대전 이후에는 카타카나를 누르고 널리 사용되고 있다.

## 가타카나
가타카나는 만요가나에서 쓰던 한자의 일부 획을 따서 그 발음을 표시하던 데에서 비롯되었다. 주로 고유 명사와 의성어, 외래어 표기에 쓰인다.

## 분류
- 만요가나
- 스테가나
- 헨타이가나
- 가나 지명

## 일본 이외에서의 가나
- 류큐국은 일본 이외의 지역에서 가나를 공문서에서 사용하였던 유일한 나라였다. 류큐어의 표기에는 한자와 가나의 혼용표기문이 이용되었다.
- 2000년 1월 20일에 제정된 JIS X0213:2000 '7비트 및 8비트의 2바이트 정보교환용 부호화 확장한자 집합'(7ビット及び8ビットの2バイト情報交換用符号化拡張漢字集合) 규격에서는, 아이누어 표기용의 문자가 추가된 바 있다. 유니코드에는 3.2버전에서부터 채용되었다.
- 일본이 대만을 통치했던, 가나 문자를 사용하여 대만어, 하카어 및 대만 원주민들의 언어를 표기하는 수단으로 사용된 바 있다. 대만어 가나 문서를 참고할 것.

## 같이 보기
- 문자
  - 표음 문자
  - 음절 문자
- 일본어의 한자